# Domsure
Domsure ist eine französische Gemeinde in Département Ain in der Region Auvergne-Rhône-Alpes. Sie gehört zum Arrondissement Bourg-en-Bresse und zum Kanton Saint-Étienne-du-Bois. 

## Geografie
Die Gemeinde Domsure liegt im Osten der Bresse an der Grenze zum, Département Jura, 25 Kilometer nördlich von Bourg-en-Bresse. Die angrenzenden Gemeinden sind Condal, Saint-Amour, Les Trois-Châteaux mit Nanc-lès-Saint-Amour, Chazelles, Coligny, Pirajoux und Beaupont.

## Bevölkerungsentwicklung
| Jahr                       | 1962 | 1968 | 1975 | 1982 | 1990 | 1999 | 2006 | 2012 | 2021 |
| Einwohner                  | 558  | 501  | 440  | 448  | 436  | 403  | 460  | 465  | 526  |
| Quellen: Cassini und INSEE |      |      |      |      |      |      |      |      |      |

## Sehenswürdigkeiten

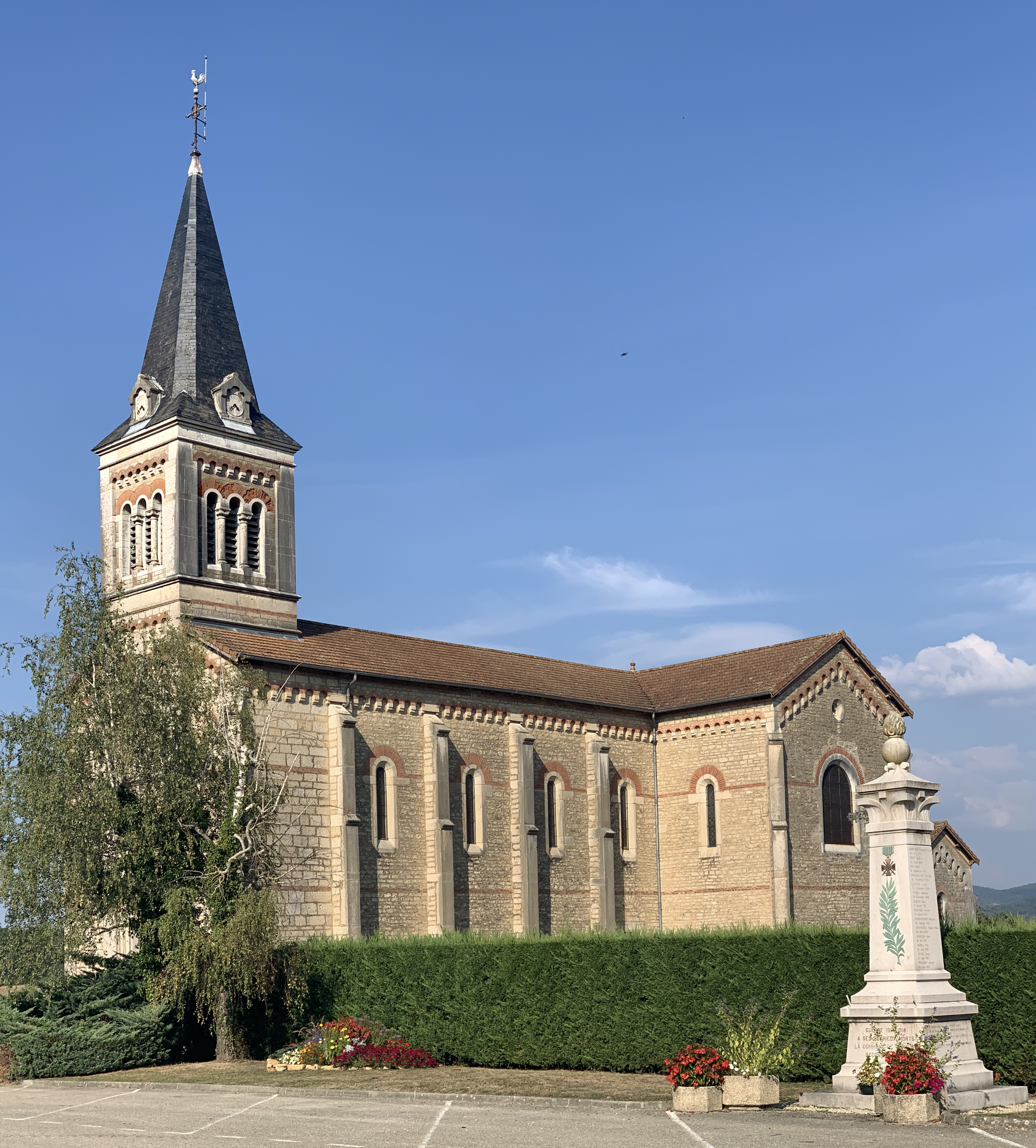
Kirche Saint-Théodore
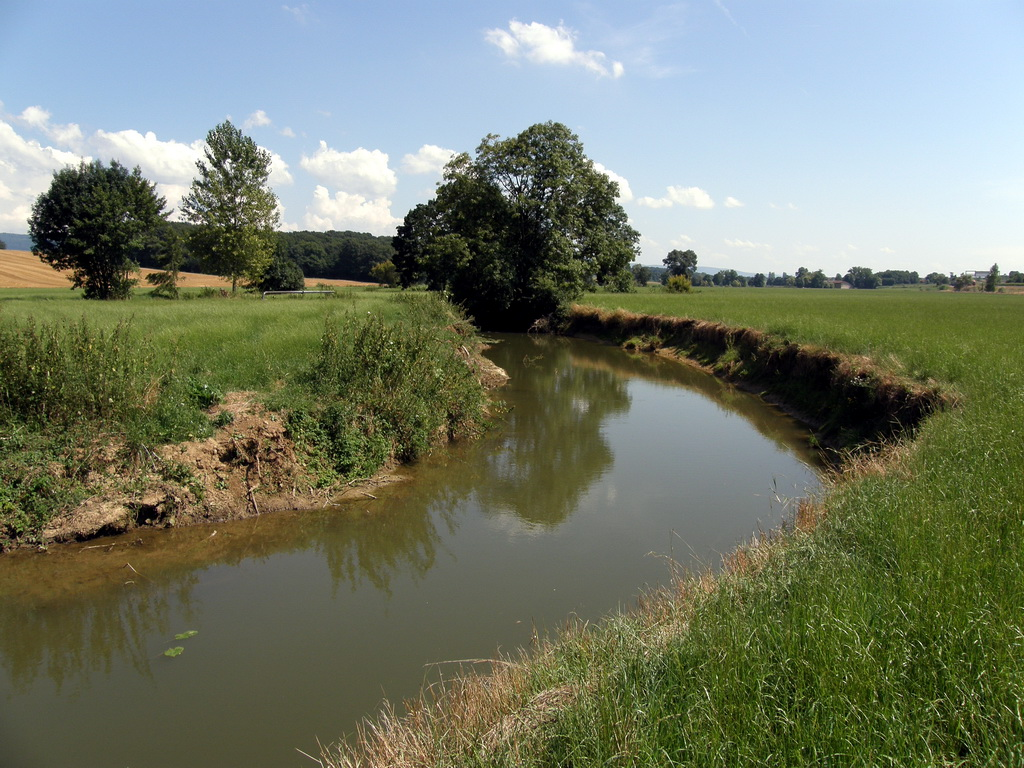
Der Solnan bei Domsure
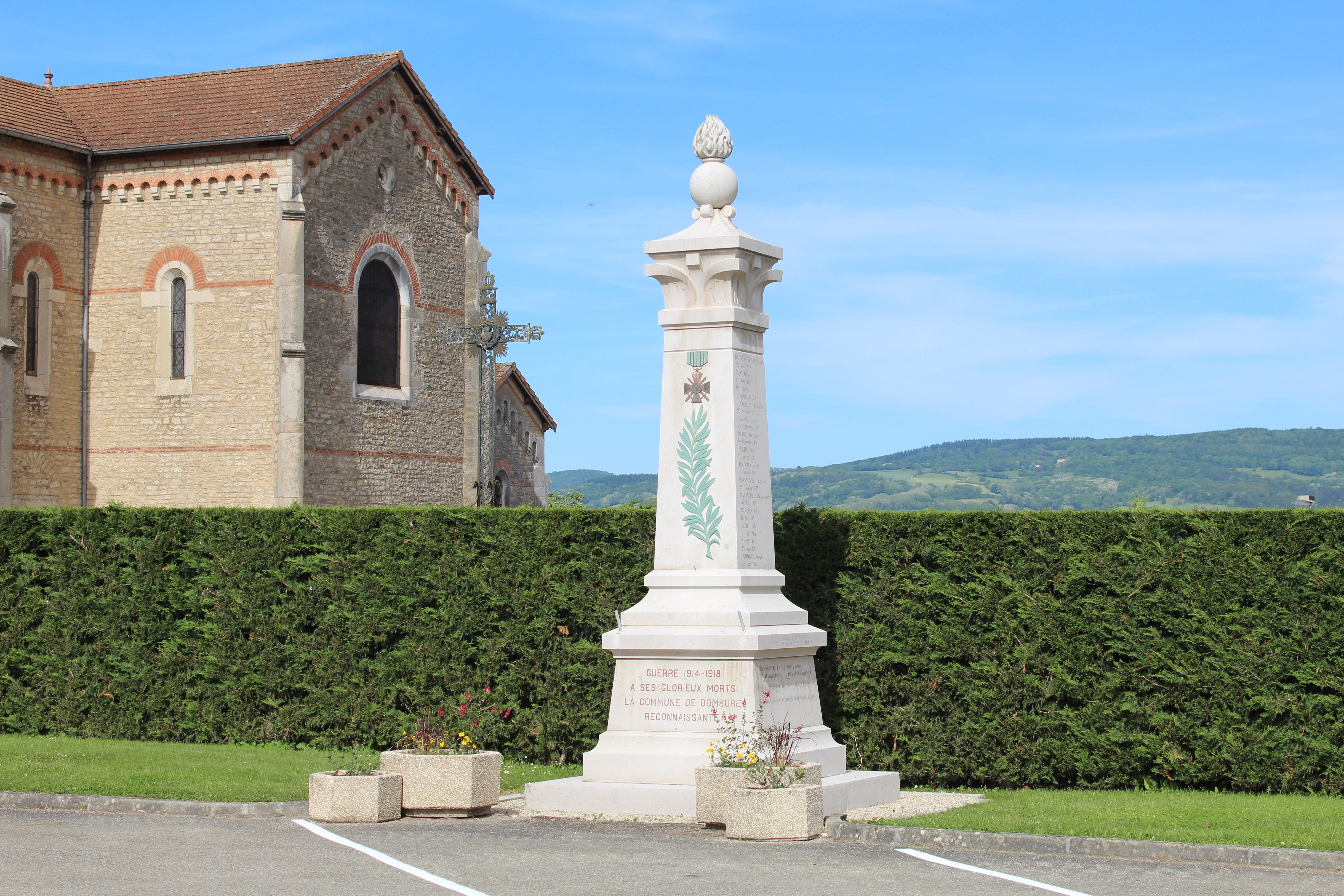
Gefallenendenkmal

- Schloss aus dem Jahr 1272

- Kirche Saint-Théodore
- Der Solnan bei Domsure
- Gefallenendenkmal